# メルシナ (小惑星)
メルシナ (373 Melusina) は小惑星帯の大きな小惑星である。C型小惑星に分類され、炭素質でできていると考えられている。
フランスの天文学者、オーギュスト・シャルロワによってニースで発見された。
フランスの伝承に登場する蛇女メリュジーヌにちなんで名づけられたと推定されている。